# Přírodní textilní vlákna
Přírodní textilní vlákna jsou materiály z rostlin, živočichů a nerostů upravené pro textilní použití beze změny jejich chemické struktury. 

## Rozdělení hlavních druhů vláken
| ROSTLINNÁ VLÁKNA | Hlavní druhy                    |
| Lýková           | juta, len, konopí, ramie, kenaf |
| Ze semen         | bavlna, kapok, kokosové vlákno  |
| Z listů          | sisal, abaka                    |

| ŽIVOČIŠNÁ VLÁKNA | Hlavní druhy                           |
| Ze srstí         | ovčí vlna, mohér, lama, alpaka, kašmír |
| Sekrety hmyzu    | přírodní hedvábí, plané hedvábí        |

| ANORGANICKÁ VLÁKNA | Hlavní druhy               |
| Nerosty            | azbest, keramická vlákna x |

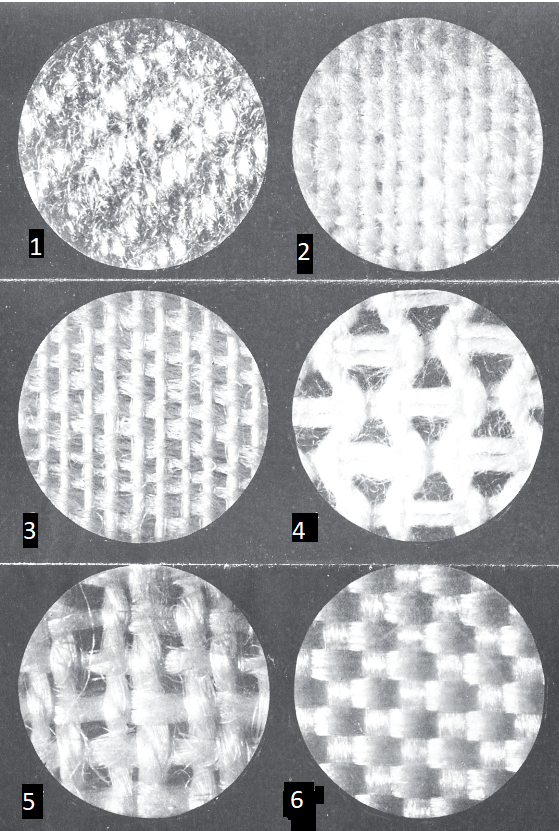
Struktura tkanin z přírodních vláken ve složení: 1 Mykaná vlna, skaná osnova 2 Česaná vlna 3 osnova bavlna, útek česaná vlna
4 Lněný gáz 5 Tkanina z ramie 6 Hevábná tkanina (cca 20 x zvětšeno)

x Odborné posudky na obsah a příslušnost anorganických vláken k přírodním textiliím se značně rozcházejí. Někteří odborníci zařazují k přírodním anorganickým vláknům azbest, skleněná a keramická vlákna,  podle jiných nepatří žádné anorganické výrobky k přírodním textiliím.

## Galerie přírodních vláken

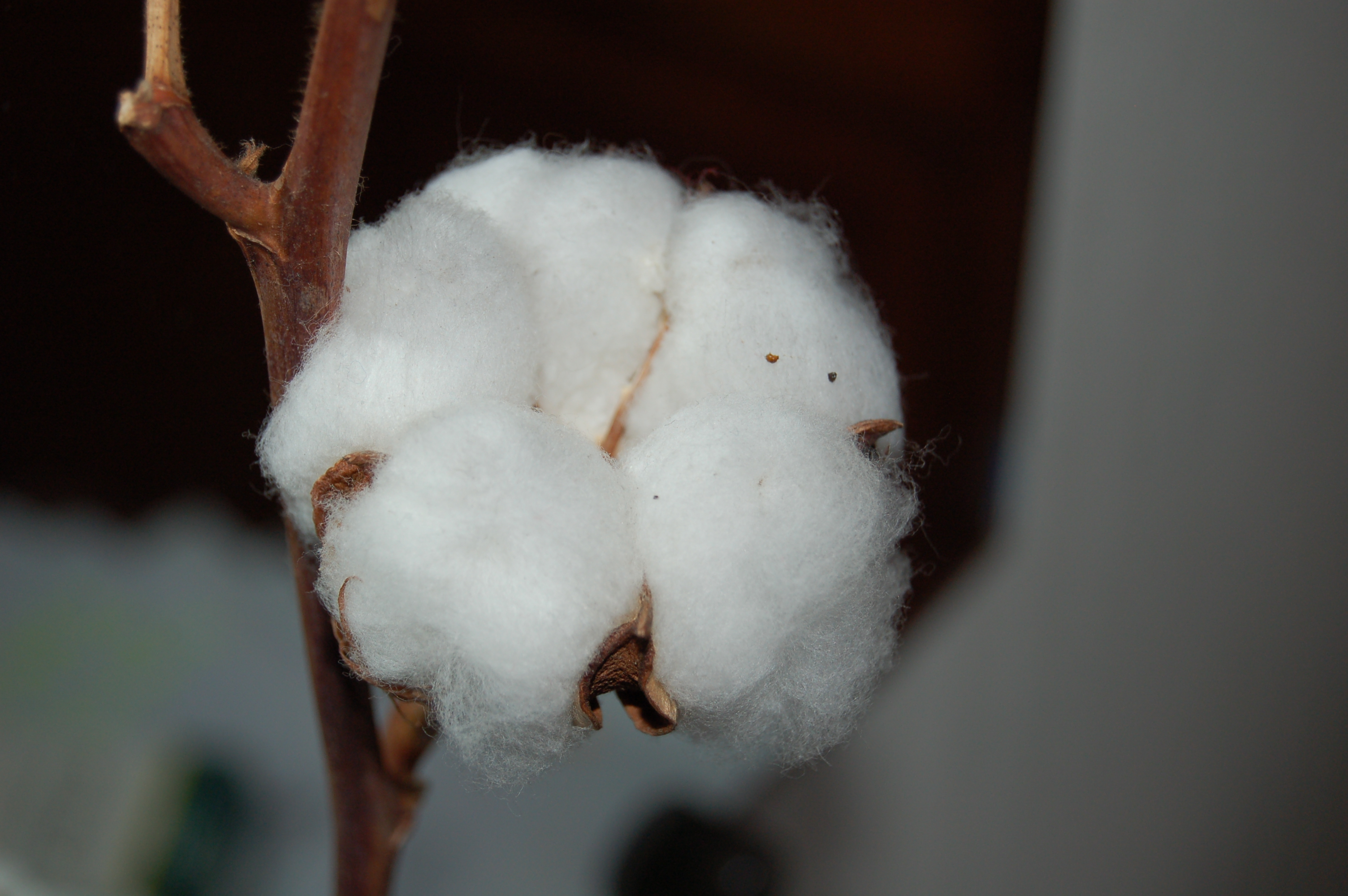
Tobolka s vyzrálou bavlnou
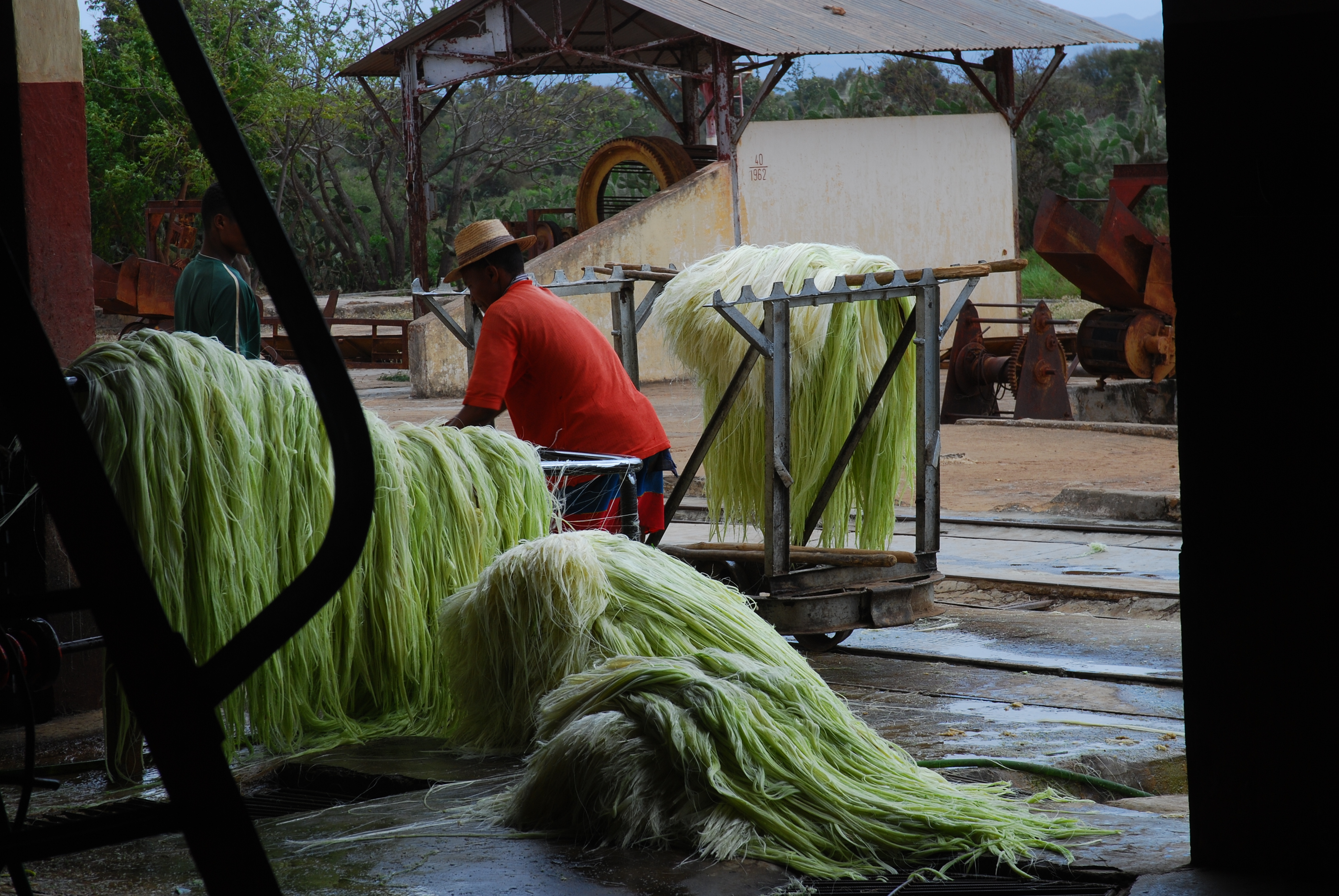
Sisal po potěrání
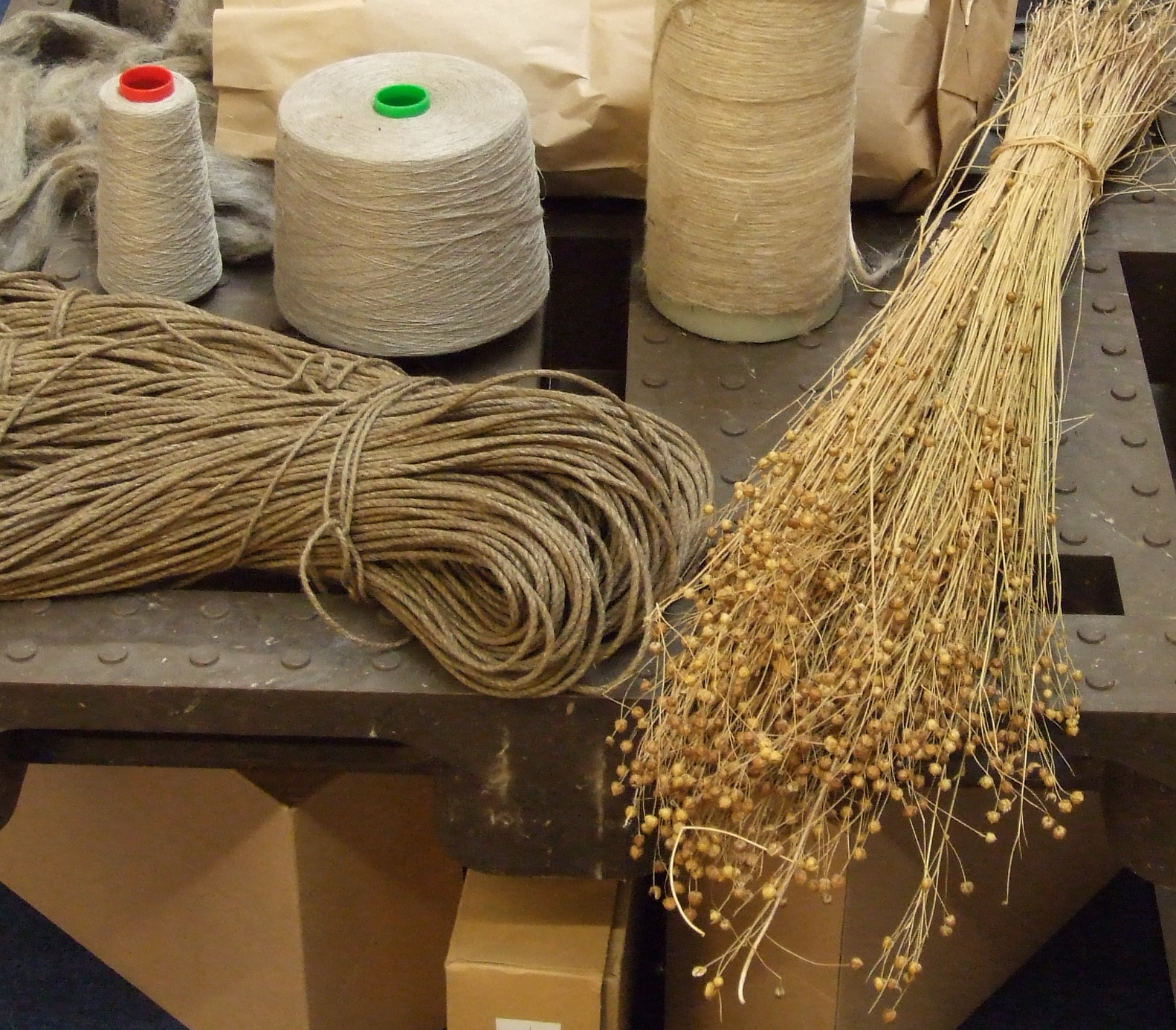
Len ve stoncích, v rounu, v přízi a v provazu
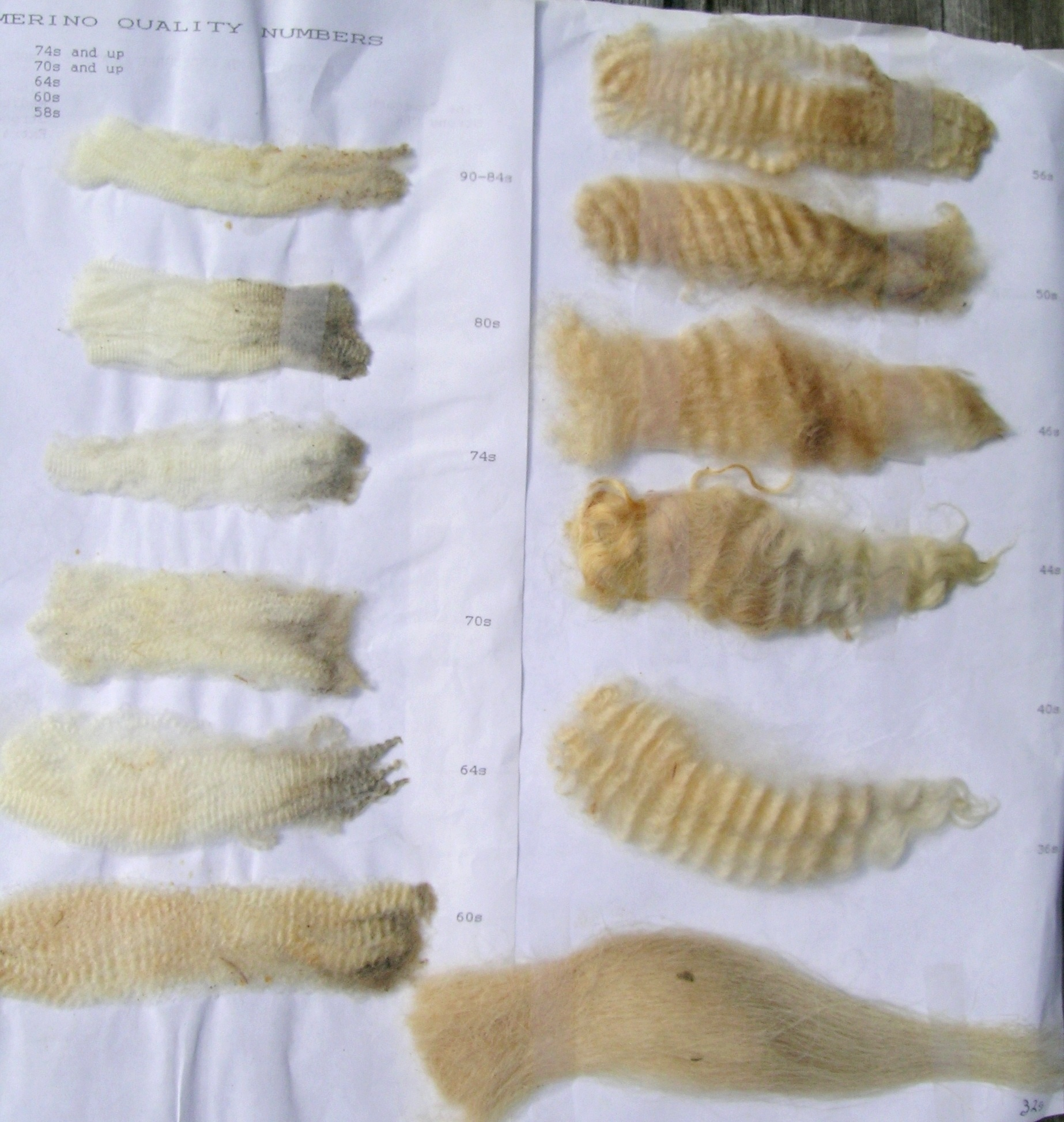
Vzorky staplu vlněných vláken
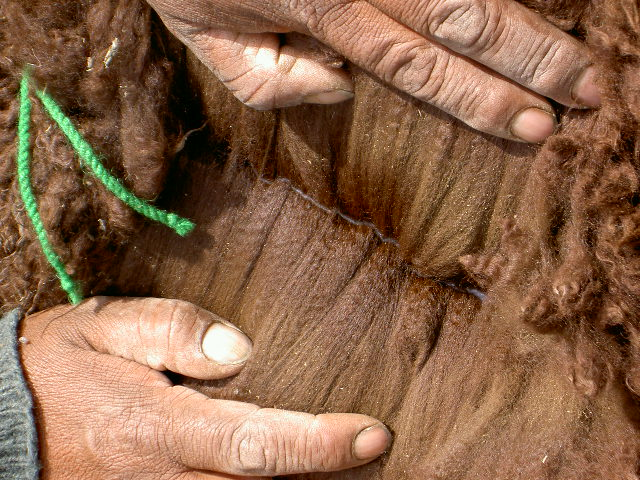
Vlákna ze srsti alpaky
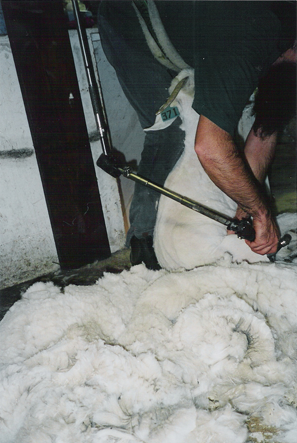
Stříž kašmírské kozy (vlákna 17,3 μm)
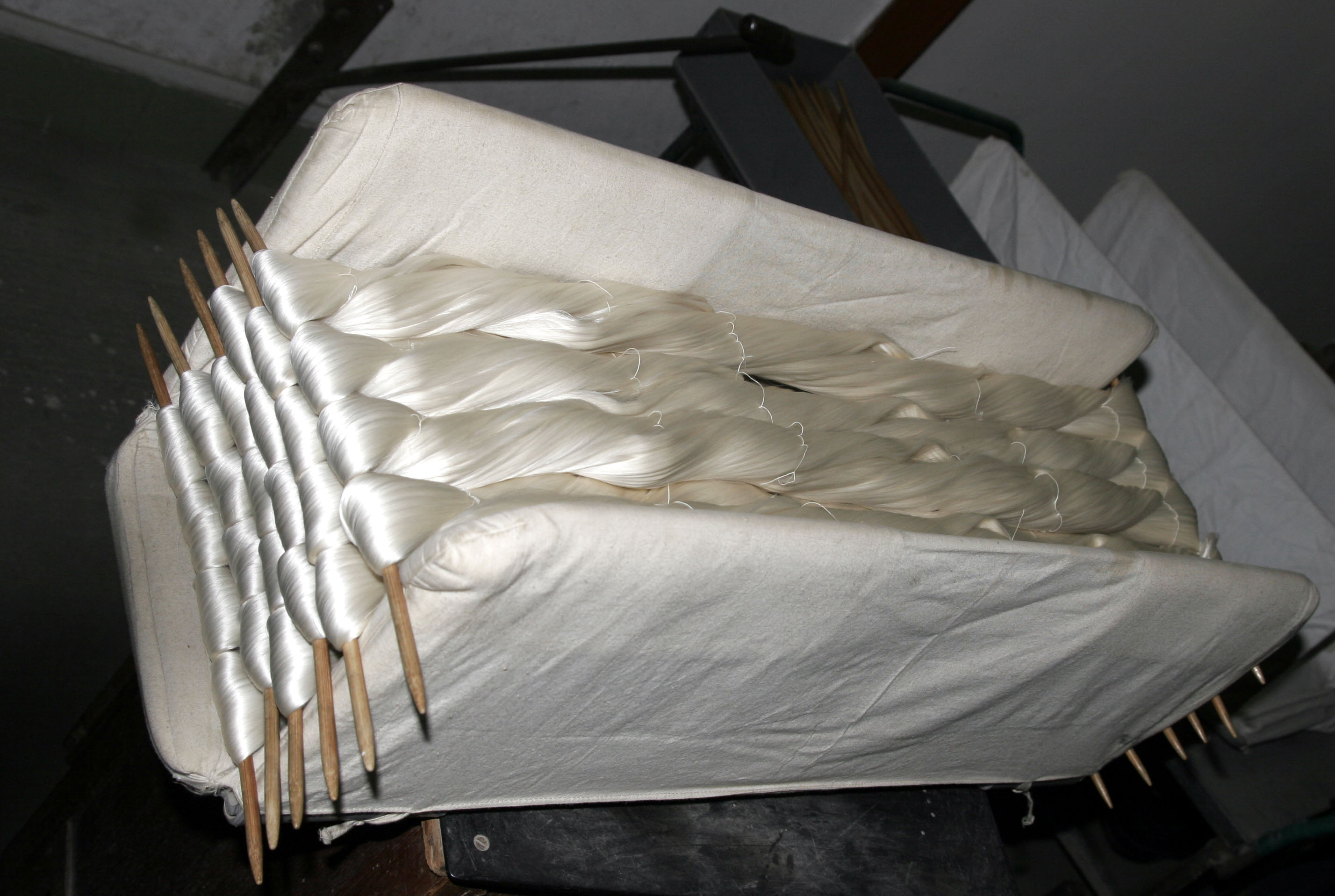
Surové čínské hedvábí
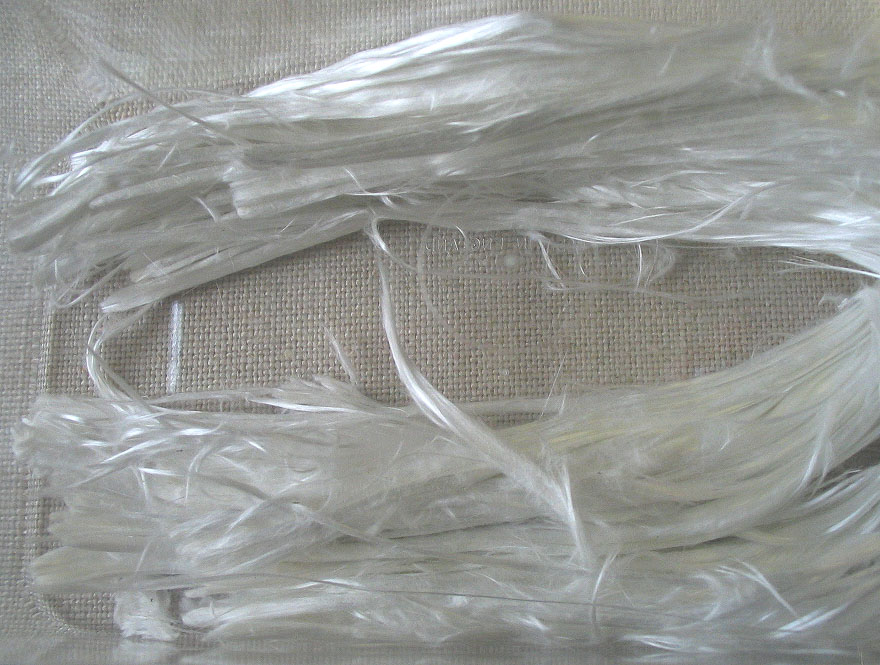
Azbestová vlákna

## Produkce přírodních vláken v roce 2014
Tabulka zahrnuje celosvětovou roční produkci 34  milionů tun.
| Druh vlákna   | bavlna | juta | kokosová vlákna | len a konopí | sisal | ostatní rostl. vlákna | ovčí vlna | přírod. hedvábí | ostatní srsti | anorgan. vlákna |
| (miliony tun) | 26,2   | 3,4  | 1,1             | 0,4          | 0,3   | 0,3                   | 2,1       | 0,6             | 0,04          | 0,155           |

- Pod označením ostatní rostlinná vlákna jsou zahrnuty: ramie, kapok a abaka. Kenafová vlákna (v roce 2012 cca 270 tisíc tun) jsou případně evidována společně s jutou.
- Druh ostatní srsti obsahuje: kašmírová vlákna, jačí vlnu, mohér, alpaku, angoru, velbloudí srst, qiviut a lamu). Vzácné druhy jako kašgora, guanaco, vikuňa, šáhtúš a pod (dohromady méně než 80 tun ročně) a koňské žíně nejsou v tabulce uvedeny.
- V tabulce chybí také plané hedvábí tussah, muga a eri (v roce 2014 cca 26 tisíc tun).
- Jako druh anorganická vlákna je uvedeno 150 tisíc tun azbestových vláken odhadovaných za rok 2016 [5] a 5 tisíc tun čedičových vláken (2014). [4] Skleněná vlákna (4,8 milionů tun v roce 2010) [6] nejsou v tabulce uvedena.
- Údaj o ovčí vlně se týká nepraného materiálu s obsahem 40-50 % tuků a nečistot

## Využití přírodních vláken, odpady
Jen malá část vláken se zpracovává do netkaných textilií a technických výrobků. Z téměř celé produkce se zhotovují příze, každý druh materiálu buďto jako jediný komponent, anebo ve směsi s jinými přírodními a umělými vlákny.
Na rozdíl od umělých vláken obsahují surová přírodní vlákna poměrně značné množství nežádoucích příměsí, které se musí před vlastním spřádáním odstranit. Například:
- Ze surové (vyzrněné) bavlny se odstraňuje při výrobě mykané příze 5–10 % a na česanou přízi dalších cca 20 % příměsí (slupky ze semen, smotky vláken a nejkratší vlákna)
- Surová (potní) vlna obsahuje 40–50 % příměsí (tuk, pot, úlomky rostlin, exkrementy, bláto), které se oddělují při výrobě mykané příze a v přádelně česaných přízí odpadá dalších 7–15 % krátkých vláken.
- Ze 100 kg stonků (slámy) z lýkových rostlin se dá vyrobit jen cca 20 kg příze. Při zpracování odpadá pazdeří, úlomky vláken a prach.
- U slupek kokosových ořechů se může použít jen asi 1/3 váhového množství jako textilní vlákno, 2/3 jsou dřevina.
- Všechna vlákna z kokonů bource morušového se nejdříve zbaví asi 25 % klihu (sericin) a z odkliženého materiálu se dá odvinout jen asi 25–30 % jako plněhodnotné hedvábí (gréž), zbytek jsou nestejnoměrná a potrhaná vlákna (na buretové nebo šapové příze).

Většina odpadů se přimíchává do hrubých přízí (vigoň), do izolačních materiálů (pazdeří), do kosmetických výrobků (vlnní tuk), do kompostů atd. Jen menší část se spaluje nebo je nepoužitelná.